# Луція Полавдер
Лусія Полавдер  (словен. Lucija Polavder, 15 грудня 1984) — словенська дзюдоїстка, олімпійська медалістка.

## Виступи на Олімпіадах
| Олімпіада  | Дисципліна      | Місце |
| ---------- | --------------- | ----- |
| Афіни 2004 | важка категорія | AC    |
| Пекін 2008 | важка категорія | 3T    |